# Алпей, Дэвид
Дэвид Алпей (англ. David Alpay, род. 6 октября 1980) — канадский актёр армянского происхождения. Алпей номинировался на канадскую премию «Джини» за свою дебютную роль в фильме 2002 года «Арарат». С тех пор он снялся в ряде сделанных для телевидения фильмах, а также был гостем в таких сериалах как «Риццоли и Айлс», «Горячая точка», «До смерти красива» и «C.S.I.: Место преступления». Наибольшей известности он добился благодаря второстепенным ролям в сериалах «Тюдоры», «Борджиа» и «Дневники вампира». В 2014 году, Алпей исполнил одну из центральных ролей в сериале Lifetime «Лотерея». В 2018 году сыграл мужа главной героини в фильме «Земля птиц».

## Фильмография

### Фильмы
| Год  | Название на русском | Название на английском | Роль           | Примечания                                        |
| ---- | ------------------- | ---------------------- | -------------- | ------------------------------------------------- |
| 2002 | Арарат              | Ararat                 | Раффи          | Номинация — Премия «Джини» за лучшую мужскую роль |
| 2005 | Сабах               | Sabah                  | Мустафа        |                                                   |
| 2006 | Человек года        | Man of the Year        | Дэнни          |                                                   |
| 2007 | Скачки              | All Hat                | Поли Стэнтон   |                                                   |
| 2007 | Замыкая круг        | Closing the Ring       | Чак            |                                                   |
| 2008 | Немыслимый          | Inconceivable          | Марк Хендерсон |                                                   |
| 2015 | Возвращен           | Repossessed            | Грег Абернати  |                                                   |
| 2018 | Земля птиц          | Birdland               | Том Кэйл       |                                                   |

### Телевидение
| Год       | Название на русском                 | Название на английском            | Роль                   | Примечания                                                                                                |
| --------- | ----------------------------------- | --------------------------------- | ---------------------- | --- |
| 2004      | Счастливая карта                    | Wild Card                         | Джек                   | Эпизод: «A Felony for Melanie»                                                                            |
| 2005      | Медицина без границ                 | Whiskey Echo                      | Доктор Карло Шанцелли  | Телефильм                                                                                                 |
| 2005      | Кевин Хилл                          | Kevin Hill                        | Доннелли               | Эпизод: «Losing Isn’t Everything»                                                                         |
| 2005      | Пращи и стрелы                      | Slings and Arrows                 | Патрик                 | 5 эпизодов                                                                                                |
| 2005      | Марта за решеткой                   | Martha Behind Bars                | Дуглас Фанейл          | Телефильм                                                                                                 |
| 2005      | День катастрофы 2                   | Category 7: The End of the World  | Билли Чэмбер           | Телефильм                                                                                                 |
| 2007      |                                     | Billable Hours                    | Родерик Стелмаки       | Регулярная роль, 10 эпизодов Номинация — Премия «Джемини» за лучший актёрский состав в комедийном сериале |
| 2008      | Тюдоры                              | The Tudors                        | Марк Смитон            | 9 эпизодов Номинация — Премия «Джемини» за лучшую мужскую роль второго плана в драматическом сериале      |
| 2009      | Кукольный дом                       | Dollhouse                         | Сет                    | Эпизод: «True Believer»                                                                                   |
| 2009      | Разлад                              | Unstable                          | Вуди Монро             | Телефильм                                                                                                 |
| 2009      | Столкновение                        | Crash                             | Нильс                  | Эпизод: «Master of Puppets»                                                                               |
| 2010      | Больница Майами                     | Miami Medical                     | Зэн                    | Эпизод: «What Lies Beneath»                                                                               |
| 2011      |                                     | Weekends at Bellevue              | Бен                    | Пилот |
| 2011      | Посредник Кейт                      | Fairly Legal                      | Эрик Мэллой            | Эпизод: «My Best Friend’s Prenup»                                                                         |
| 2011      | Риццоли и Айлс                      | Rizzoli & Isles                   | Грейсон Беннетт        | Эпизод: «Bloodlines»                                                                                      |
| 2011      | Горячая точка                       | Flashpoint                        | Ксавье Додд            | Эпизод: «Priority of Life»                                                                                |
| 2011-2012 | Борджиа                             | The Borgias                       | Кальвино               | 12 эпизодов                                                                                               |
| 2012      | Американа                           | Americana                         | Джесси Соултер         | Пилот |
| 2012-2013 | Дневники вампира                    | The Vampire Diaries               | Профессор Аттикус Шейн | 12 эпизодов                                                                                               |
| 2013      | Дорогой доктор                      | Royal Pains                       | Санти                  | Эпизод: «Vertigo»                                                                                         |
| 2013      | Восприятие                          | Perception                        | Дарио Донати           | Эпизод: «Defective»                                                                                       |
| 2013      | До смерти красива                   | Drop Dead Diva                    | Фрэнк Нубейр           | Эпизод: «The Kiss»                                                                                        |
| 2013      | C.S.I.: Место преступления          | CSI: Crime Scene Investigation    | Райан Бонем            | Эпизод: «The Lost Reindeer»                                                                               |
| 2014      | Мотив                               | Motive                            | Йен                    | Эпизод: «Raw Deal»                                                                                        |
| 2014      | Лотерея                             | The Lottery                       | Джеймс                 | Регулярная роль, 10 эпизодов                                                                              |
| 2015-2016 | Куантико                            | Quantico                          | хакер Дункан           | 3 эпизода                                                                                                 |
| 2016      | Закон и порядок: Специальный корпус | Law & Order: Special Victims Unit | Чад Миллер             | Эпизод: «Heightened Emotions»                                                                             |
| 2018      | Форс-мажоры                         | Suits                             | Дэвид Фокс             | Эпизод: «Pulling the Goalie»                                                                              |
| 2021      | Обломки                             | Debris                            | Эрик Кинг              | Эпизод: «You Are Not Alone»                                                                               |
| 2021      | Хадсон и Рекс                       | Hudson & Rex                      | Дин Коди               | Эпизод: «Mansion on a HIll»                                                                               |
| 2021      | Нэнси Дрю                           | Nancy Drew                        | Брэндон Шмидт          | Эпизод: «The Siege of the Unseen Specter»                                                                 |
| 2022      | Извне (сериал)                      | From                              | Джейд                  | |